# Ludwig Kufahl
Georg Leopold Ludwig Kufahl (* 24. Juli 1802 in Groß Garz (bei Stettin); † 1871 in Berlin) war ein deutscher Wirtschaftswissenschaftler. Er war Konstrukteur der ersten in Preußen entworfenen und gebauten Lokomotive.

## Leben
Zunächst studierte Ludwig Kufahl Theologie, anschließend Geschichte. Am 11. Mai 1830 erhielt er an der Humboldt-Universität zu Berlin die Doktorwürde, wurde am 13. November 1830 habilitiert und lehrte dort bis 1837. In der zweiten Hälfte des Jahres 1831 nahm er eine Lehrtätigkeit als Privatdozent in den Bereichen Staats- und Kameralwissenschaften auf. In diesem Zusammenhang leitete er Veranstaltungen zum Seewesen, worüber er auch zwischen 1831 und 1833 dozierte.
Johann Ludwig Blesson, der seine Schrift Historisch-politische Bemerkungen über die Französische Revolution von 1830 gelesen hatte, überzeugte Ludwig Kufahl sich mit der Eisenverarbeitung zu befassen. Bereits 1833 propagierte Kufahl  dampfbetriebene Zugfahrzeuge anstelle von Zugpferden, ferner auch den Ausbau der Verkehrsinfrastruktur, welche seinerzeit vor allem in Wasserstraßen gesehen wurde, als wichtigste Grundlage für die Industrieförderung.
Ab Mitte 1833 kamen Gewerbewissenschaften als weiteres Fachgebiet hinzu mit Geographie und Statistik des Preussischen Staates. Der Schwerpunkt seiner Tätigkeit verlagerte sich aber auf die Technik, was Veranstaltungen zur Dampfmaschinenlehre (1833–1835), zur technischen und industriellen Mechanik (1834), zu Technologie (1834–1835), zusätzlich zu Maschinenbau (1835–1836) und zu Bau und Gebrauch von Maschinen (1837) belegen.

## Kufahl-Lokomotiven
Nachdem Ludwig Kufahl 1837 die Universität verlassen hatte, gründete er eine Maschinenbauanstalt. In dieser konstruierte er selber eine zweiachsige Lokomotive des Typs Bn2, die abweichend von den englischen und amerikanischen Dampflokomotiven einen stehenden Kessel und ebensolche Rohre und Zylinder besaß. Das Fahrzeug war möglicherweise inspiriert von der Atlantic-0-4-0-Baureihe aus den USA, auch bekannt als Grasshopper.
Zu den meisten weiteren Informationen gibt es unterschiedliche Angaben und Sichtweisen. Nach einer Quelle wurde der Bau 1837 begonnen und erst 1840 vollendet, andere nennen 1839 als Jahr des Baubeginns Nach ihrer Fertigstellung erhielt die erste Dampflokomotive preußischer Konstruktion im Dezember 1840 ihre Betriebsgenehmigung. Somit kann 1840 als Jahr der Inbetriebnahme als gesichert gelten und Kufahls Lokomotive war etwa acht Monate vor der ersten Borsig-Lok fertiggestellt, die am 24. Juli 1841 ihre erste Fahrt absolviert hatte und am 24. August 1841 von der Berlin-Anhaltischen Eisenbahn-Gesellschaft übernommen wurde.
Kufahls Lok war damit die erste, die nach dem Fehlschlag von 1816 bis 1817 mit den beiden Dampfwagen der Königlichen Eisengießerei Berlin in Preußen gebaut wurde. Ob sie direkt an die Berlin-Anhaltische Bahn ging und erst 1843/1844 respektive 1845 zur Berlin-Potsdam-Magdeburger Eisenbahngesellschaft kam, muss ebenfalls offen bleiben. Möglicherweise wurde sie auch nur für Bauzwecke verwendet.
Auch zum weiteren Verbleib nach 1845 gibt es unterschiedliche Angaben. Nachdem die Lokomotive bei der Berlin-Potsdam-Magdeburg Bahn ausgemustert wurde, wurde sie u. a. bei dem Bau des Hamburger Hafens und bei der Berlin-Hamburger Eisenbahn eingesetzt.
1854 wurde sie bei Borsig möglicherweise zu einer Draisine des Typs A1n2t umgebaut.
Kufahl hielt die Lokomotive für einen Fehlschlag. In seiner Anstalt wurde keine weitere gebaut, doch konstruierte er 1842 oder 1846 eine zweite für Franz Anton Egells, die dieser an die Niederschlesisch-Märkische Eisenbahn auslieferte. Egells baute 1843 eine und 1846 drei Lokomotiven, doch nur die zweite war eine Kufahl-Konstruktion. 1853 soll sie ausgemustert worden sein, nach Laurenz Demps sei sie hingegen bis 1859 in den Geschäftsberichten nachzuweisen.
Der Leiter des königlich preußischen Gewerbeinstituts Christian Peter Wilhelm Friedrich Beuth (1781–1853) organisierte 1844 die erfolgreiche Berliner Gewerbe-Ausstellung mit 3040 Ausstellern: 260'000 Besucher wurden an der Messe gezählt. Einer der Aussteller war Ludwig Kufahl, der eine Balancierdampfmaschine mit Expansionssteuerung und einem Kolbenschieber mit gusseisernen Ringen zeigte. Als Erfinder dieses Dampfmaschinentyps gilt Arthur Woolf (1766–1837).
Kufahls Maschinenbauanstalt schloss 1848 ihre Tore. Danach beschäftigte er sich auch mit Waffentechnik, wie ein Eintrag im Polytechnischen Journal von 1852 belegt, in dem es um ein britisches Patent über „Verbesserungen an Feuergewehren“ geht.

## Veröffentlichungen (Auswahl)
- Historisch-politische Bemerkungen über die Französische Revolution von 1830; 1831
- Die Geschichte der Deutschen bis zur Gründung des Germanischen Reiche im westlichen Europa, 1831
- Geschichte der Vereinigten Staaten von Nordamerika. 3 Bde. Berlin: Sandersche Buchhandl., 1832–34
- Theoretisch-praktische Abhandlung über die Dampfschifffahrt, ihre neuesten Verbesserungen und ihre Anwendbarkeit auf die Gewässer des preußischen Staates. Berlin: Duncker & Humblot, 1833